# Kelsey
«Kelsey» es una canción del grupo de pop rock Metro Station, lanzado en septiembre de 2007 como su primer sencillo de su autotitulado álbum debut Metro Station. Fue relanzado el 17 de marzo de 2009 después del éxito de sus sencillos "Shake It" y "Seventeen Forever".

## Listas de canciones
Sencillo en CD
1. «Kelsey» - 3:17

UK CD single
1. «Kelsey» - 3:17
2. «Shake It» (The Lindbergh Palace Remix) - 6:25

Promotional Sencillo en CD
1. «Kelsey» (TLA Remix) - 3:24
2. «Kelsey» (Álbum Versión) - 3:17

## Posicionamiento
El sencillo debutó en la posición #40 en el RIANZ New Zealand Singles Chart, alcanzando hasta la #25.
| Listas (2008)                   | Posición |
| ------------------------------- | -------- |
| New Zealand RIANZ Singles Chart | 25       |

## Lanzamiento
| Fecha de lanzamiento | Región         |
| -------------------- | -------------- |
| Septiembre de 2007   | Nueva Zelanda  |
| 17 de marzo del 2009 | Estados Unidos |